# Microdrosophila magniflava
Microdrosophila magniflava är en tvåvingeart som beskrevs av Zhang 1989. Microdrosophila magniflava ingår i släktet Microdrosophila och familjen daggflugor. Inga underarter finns listade i Catalogue of Life.